# 西南季風
西南季風，屬季風亞洲中的一個季風。主要盛行於6～8月，盛行于南亚、东南亚及部分東亞一带。西南季風的成因是低空的越赤道氣流，亦即南半球的東南信風越過赤道轉為西南風所致，這種氣流在亞洲被稱為「西南季風」。西南季風的到來，代表著季節的轉換，由冬季正式轉為夏季。

## 影響
夏季時，西南季風北上為東亞和東南亞國家帶來豐富的降水，造成許多國家的主要水資源來源為西南季風，如 造成東南亞的菲律賓群島及中南半島的熱帶季風氣候，也因此造成水患。
位在南亞的印度及孟加拉因地形影響形成地形雨，在印度德干高原西部和喜馬拉雅山南部降下豪大雨，造成印度乞拉朋吉為全球降水量最多的地區之一。
於東亞的臺灣也受此季風對每年5～6月的梅雨季造成影響。